# کوره سفال
کوره سفال مربوط به سده‌های ۷ ه.ق است و در شهرستان کنگان، بخش مرکزی، شهر بندرطاهری واقع شده و این اثر در تاریخ ۱۸ شهریور ۱۳۸۷ با شمارهٔ ثبت ۲۳۳۳۰ به‌عنوان یکی از آثار ملی ایران به ثبت رسیده است.